# Damon (musicologist)
Damon, zoon van Damonides, van de Athene deme Oe (soms "Oa" geschreven), was een adviseur van Perikles.
Zijn expertise werd verondersteld musicologie te zijn, hoewel sommigen geloofden dat dit slechts een bredere invloed op Perikles' politieke beleid moest verbergen. Zo wordt er over Damon bijvoorbeeld gezegd dat hij verantwoordelijk zou zijn voor Perikles' instelling van een vergoeding van rechters voor hun diensten. Deze maatregel werd ten zeerste bekritiseerd, en Damon wordt zelfs gezegd hiervoor geostraciseerd geweest te zijn (zie Aristoteles, Athenaion Politeia), waarschijnlijk in het laatste derde deel van de 5e eeuw v.Chr.
Plato noemt Damon vaak in zijn  Politeia als dé muzikale expert aangaande de details van een muzikale opvoeding. In Plato's Laches, wordt er over Damon gezegd dat hij een leerling was van Prodicus en de sofist Agathocles. De eerste was een onverschrokken sofist, terwijl over de laatstgenoemde (in Plato,  Protagoras) wordt gezegd dat hij zijn muzikale expertise als een dekmantel voor zijn sofisme heeft gebruikt. 

## Referentie
- A.J. Podlecki, Perikles and His Circle, Londen - New York, 1997.